# 阿尔策奈姆
阿尔策奈姆（法語：Artzenheim，法語發音：[aʁtsənaim] ⓘ）是法国上莱茵省的一个市镇，属于科尔马-里博维莱区。

## 地理
阿尔策奈姆（48°6'55"N, 7°32'29"E）面积9.69 平方千米，位于法国大東部大區上莱茵省，该省份为法国东部内陆省份，是阿尔萨斯的一部分，今与下莱茵省组成了阿尔萨斯欧洲集体，其北临下莱茵省，西接孚日省，西南接贝尔福地区省，东侧沿莱茵河与德国相望，南与瑞士接壤。
与阿尔策奈姆接壤的市镇（或旧市镇、城区）包括：巴尔策奈姆、迪勒嫩岑、热布赛姆、马科尔赛姆、凯撒施图尔山区福格茨堡。
阿尔策奈姆的时区为UTC+01:00、UTC+02:00（夏令时）。

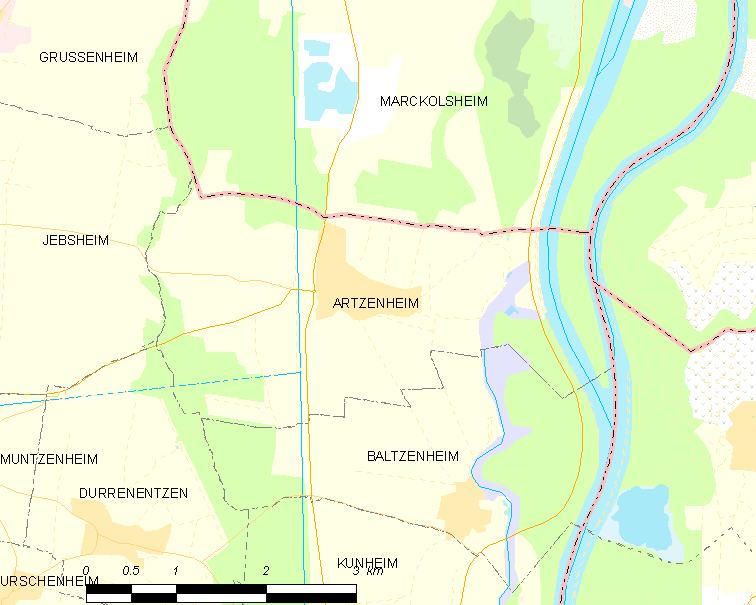
阿尔策奈姆的OSM定位图

## 行政
阿尔策奈姆的邮政编码为68320，INSEE市镇编码为68009。

## 政治
阿尔策奈姆所属的省级选区为恩西赛姆县。

## 人口

1962-2008年间阿尔策奈姆人口变化图示

阿尔策奈姆于2022年1月1日时的人口数量为859人。